# Rosetana Calcio
Rosetana Calcio Srl là một câu lạc bộ bóng đá Ý có trụ sở tại Roseto degli Abruzzi, ở tỉnh Teramo, vùng Abruzzo. Câu lạc bộ được biết đến với cái tên Polisportiva Rosetana Calcio trong giải đấu chuyên nghiệp từ 2003 đến 2005. Tuy nhiên, vào năm 2005, câu lạc bộ đã không được nhận vào 2005-06 Serie C2, do thất bại trong vấn đề kiểm tra tài chính.
Câu lạc bộ được kết nạp vào năm 2005-06 Promozione. Rosetana Calcio (số matricola: 43390)  được thăng hạng lên Eccellenza Abruzzo vào năm 2009. Năm 2014 câu lạc bộ đã rút khỏi giải bóng đá. Năm 2015 một câu lạc bộ phượng bất hợp pháp, ASD Rosetana Calcio (số matricola: 930.964), được nhận vào Prima Categoria.

## Chủ tịch đáng chú ý
- liên_kết=|viền Gino Iachini [6]